# Ажы (село)
Ажы́ (каз. Әжi) — село в Ерейментауском районе Акмолинской области Казахстана. Входит в состав Койтасского сельского округа. Код КАТО — 114646200.

## География
Село расположено в восточной части района, на расстоянии примерно 56 километров (по прямой) к северо-востоку от административного центра района — города Ерейментау, в 4 километрах к северо-востоку от административного центра сельского округа — села Койтас.
Абсолютная высота — 246 метров над уровнем моря.
Ближайшие населённые пункты: село Койтас — на юго-западе,сёла Ойнак и Саркамыс — на юго-востоке

## Население
В 1989 году население села составляло 543 человек (из них казахи — 100%).
В 1999 году население села составляло 357 человек (183 мужчины и 174 женщины). По данным переписи 2009 года, в селе проживал 301 человек (151 мужчина и 150 женщин).
| Численность населения | Численность населения | Численность населения |
| 1989                  | 1999                  | 2009                  |
| --------------------- | --------------------- | --------------------- |
| 543                   | ↘357                  | ↘301                  |

## Улицы[5]
- ул. им. Аллажара Темиржанова
- ул. им. Зейна Шашкина
- ул. им. Каркена Ахметова
- ул. им. Халела Анафина